# Конголо, Теренс
Те́ренс Конголо́ (нидерл. Terence Kongolo; род. 14 февраля 1994, Фрибур) — нидерландский футболист, защитник клуба НАК Бреда.

## Карьера

### В клубах
Воспитанник роттердамского футбола. Его дебют за «Фейеноорд» состоялся в сезоне 2011/12. Тогда он провёл всего один матч. В следующем сезоне Теренс появился на поле в пяти матчах чемпионата. В сезоне 2013/14 Теренс стал более часто выступать за «Фейеноорд», принял участие в семнадцати встречах.
В июле 2017 года перешёл в «Монако», заключив с клубом контракт на пять лет.
В январе 2018 года был отдан в аренду в английский клуб «Хаддерсфилд Таун», который после окончания сезона выкупил Конголо. Теренс подписал с «Хаддерсфилдом» контракт на 4 года.
1 сентября 2023 года перешёл на правах аренды в австрийский «Рапид».
2 сентября 2024 года подписал двухлетний контракт с клубом НАК Бреда.

### В сборной
Выступал за все возрастные категории сборной Нидерландов. Чемпион Европы (до 17 лет) 2011 года. Его дебют за национальную сборную Нидерландов состоялся 17 мая 2014 года в матче против сборной Эквадора..

## Достижения
«Фейеноорд»
- Чемпион Нидерландов: 2016/17
- Обладатель Кубка Нидерландов: 2015/16

Сборная Нидерландов
- Победитель чемпионата Европы (до 17 лет): 2011
- Бронзовый призёр чемпионата мира: 2014

## Статистика

### Список матчей за сборную
| Матчи Конголо за сборную Нидерландов | Матчи Конголо за сборную Нидерландов | Матчи Конголо за сборную Нидерландов | Матчи Конголо за сборную Нидерландов | Матчи Конголо за сборную Нидерландов | Матчи Конголо за сборную Нидерландов |
| ------------------------------------ | ------------------------------------ | ------------------------------------ | ------------------------------------ | ------------------------------------ | ------------------------------------ |
| №                                    | Дата                                 | Соперник                             | Счёт                                 | Голы Конголо                         | Соревнование                         |
| 1                                    | 17 мая 2014                          | Эквадор                              | 1:1                                  | —                                    | Товарищеский матч                    |
| 2                                    | 23 июня 2014                         | Чили                                 | 2:0                                  | —                                    | Чемпионат мира 2014                  |
| 3                                    | 13 ноября 2015                       | Уэльс                                | 3:2                                  | —                                    | Товарищеский матч                    |
| 4                                    | 31 мая 2018                          | Словакия                             | 1:1                                  | —                                    | Товарищеский матч                    |

Итого: 4 матча / 0 голов; 2 победы, 2 ничьи, 0 поражений.